# كيروندو
كيروندو،مدينة تقع شمال بوروندي و هي عاصمة محافظة كيروندو.
مطار كيروندو يخدم المدينة.